# Laraesima hispida
Laraesima hispida es una especie de escarabajo longicornio perteneciente a la tribu Compsosomatini, de la subfamilia Lamiinae, orden Coleoptera.
Mide 6,5-10 mm de longitud. El período de vuelo para ejemplares adultos se presenta durante los meses de abril y octubre.
En el museo de Historia Natural, en Reino Unido, se encuentra un ejemplar de la especie, también en el museo Nacional de Brasil de la Universidad Federal de Río de Janeiro y en el museo Nacional de Historia Natural de Francia.

## Taxonomía
Se atribuye su descripción al entomólogo americano James Livingston Thomson, quien la citó por primera vez en 1868. La especie aparece registrada en la sección Révision du groupe des Æreneites (Lamites, Cérambycides, Coléoptères) de Physis Recueil d’Histoire Naturelle, 2 (5): 92–98, publicada por Thomson James en 1868.

## Distribución
Se distribuye por América del Sur, específicamente en Brasil.